# Distretto di Mława
Il distretto di Mława (in polacco powiat mławski) è un distretto polacco appartenente al voivodato della Masovia.

## Geografia antropica

### Suddivisioni amministrative
Il distretto comprende 10 comuni.
- Comuni urbani: Mława
- Comuni rurali: Dzierzgowo, Lipowiec Kościelny, Radzanów, Strzegowo, Stupsk, Szreńsk, Szydłowo, Wieczfnia Kościelna, Wiśniewo